# Хрущёв, Константин Дмитриевич
Константин Дмитриевич Хрущёв или Хрущов (нем. Konstantin von Chrustschoff; 1852—1912) — медик, минералог, геолог, петрограф-экспериментатор, геогност и педагог.

## Биография
Константин Хрущёв родился в 1852 году в Веймаре.
Образование получил в штутгартской гимназии, Бреславльском и Вюрцбургском университетах.
Первая его научная работа: «Ueber einige Keuperpflanzen (speciel über ein triassisches Lepidodendron, Widdringtonity etc)».
В 1872 году К. Д. Хрущёв получил степень доктора медицины в Вюрцбургском университете и предпринял путешествие по Соединенным Штатам и по Южной Америке с целью научных геолого-геогностических изысканий; так, например, он принимал деятельное участие в качестве врача и геолога в экспедиции, снаряженной для производства геологической съемки Калифорнии.

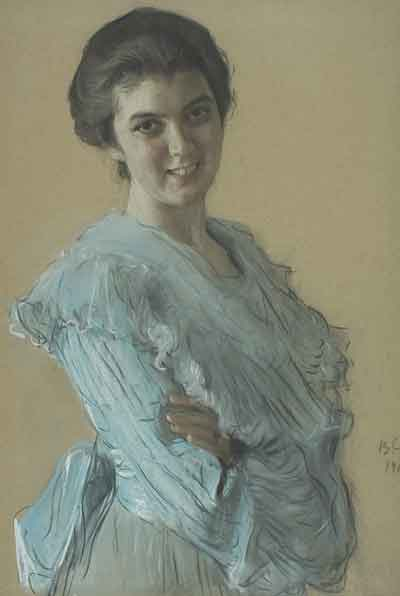
Портрет его дочери Нины, сделанный В. Серовым в 1903 году (ГТГ)

После четырёхлетнего пребывания в Новом Свете, Хрущёв вернулся в 1877 году в Германию и поселился в Лейпциге. Богатый запас научных наблюдений и фактов, добытых в путешествии, послужил материалом для значительного числа (около 50) работ по геологии и смежных с ней отраслей знания; труды эти опубликованы в различных периодических печатных заграничных изданиях.
В 1889 году Хрущёв переехал в столицу российской империи город Санкт-Петербург. В 1894 году учёный был удостоен Харьковским университетом степени доктора геологии и геогнозии — honoris causa и признан в звании приват-доцента по этой кафедре.
В 1899 году он был назначен экстраординарным профессором минералогии в Военно-медицинской академии Санкт-Петербурга.
Сконструированная им высокотемпературная печь позволила Хрущёву впервые в мире осуществить искусственный синтез слюды, роговой обманки, кристобалита, ортоклаза, алмаза и некоторых других минералов.
В 1893 году К. Д. Хрущёв получил искусственным путём алмазы в расплаве серебра, о чём 4 марта 1893 года был сделан доклад на заседании Санкт-Петербургского императорского минералогического общества.
Подробный перечень научных работ Хрущёва приведен у В. Николаенко, «Очерк истории кафедры минералогии Императорской военно-медицинской академии 1808—1898 гг.» (СПб., 1898).
Константин Дмитриевич Хрущёв умер 19 апреля 1912 года в городе Санкт-Петербурге.